# Alluyes
Alluyes est une commune française située dans le département d'Eure-et-Loir en région Centre-Val de Loire.

## Géographie

### Situation
Alluyes, à 130 mètres d'altitude, est une des communes traversées par le Loir qui se jette dans la Sarthe. Sa superficie est de 19,58 km2. Le climat est océanique avec des étés tempérés. Paris se trouve à 101 km.
Le parc naturel régional du Perche est distant de 24 km.

Situation géographique
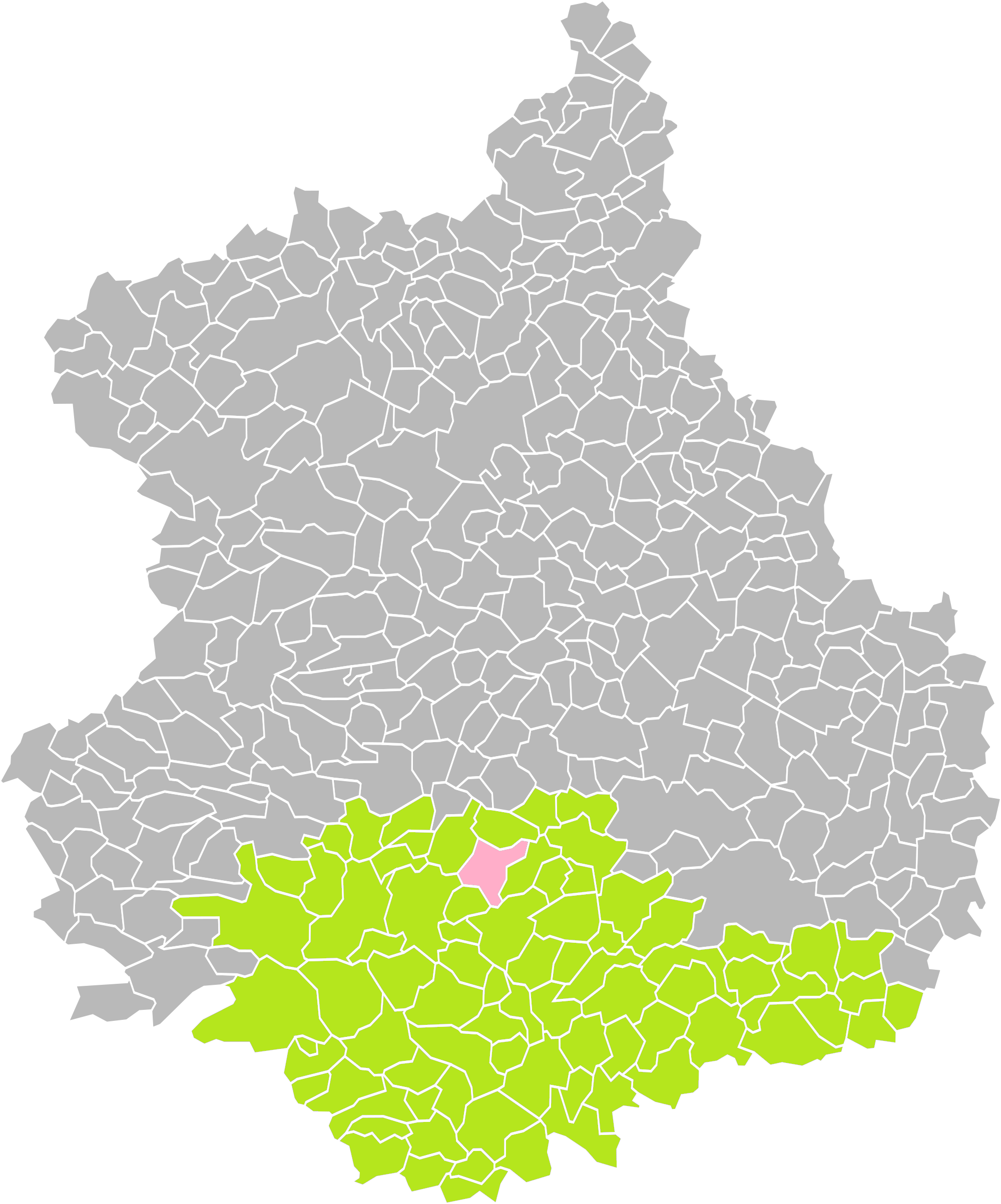
Alluyes dans son arrondissement.
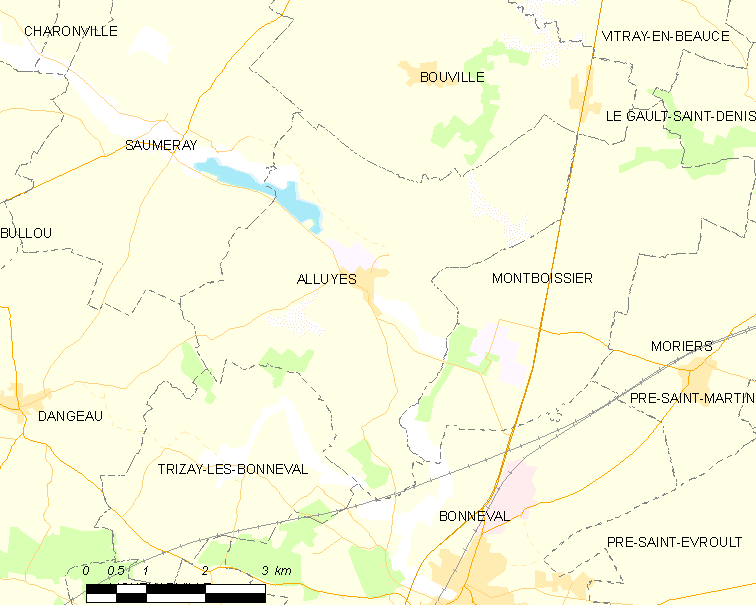
Carte de la commune d'Alluyes.

### Communes limitrophes
| Saumeray            | Bouville |              |
| Dangeau             | Alluyes  | Montboissier |
| Trizay-lès-Bonneval | Bonneval |              |

### Hydrographie
La commune est traversée par la rivière le Loir, affluent de la Sarthe, sous-affluent du fleuve la Loire par la Maine.
Alluyes a bénéficié de 1971 à 1987 d'une station hydrologique sur le Loir : le débit moyen annuel ou module, observé durant cette période de 14 ans, est de 2,07 m3/s, soit 2 070 litres par seconde. La hauteur maximale instantanée, relevée à Alluyes le 27 mai 1977, est de 2,10 m.

### Climat
Pour des articles plus généraux, voir Climat du Centre-Val de Loire et Climat d'Eure-et-Loir.
En 2010, le climat de la commune est de type climat océanique dégradé des plaines du Centre et du Nord, selon une étude du CNRS s'appuyant sur une série de données couvrant la période 1971-2000. En 2020, Météo-France publie une typologie des climats de la France métropolitaine dans laquelle la commune est exposée à un climat océanique altéré et est dans une zone de transition entre les régions climatiques « Sud-ouest du bassin Parisien » et « Moyenne vallée de la Loire ».
Pour la période 1971-2000, la température annuelle moyenne est de 10,8 °C, avec une amplitude thermique annuelle de 14,8 °C. Le cumul annuel moyen de précipitations est de 634 mm, avec 11 jours de précipitations en janvier et 7,5 jours en juillet. Pour la période 1991-2020, la température moyenne annuelle observée sur la station météorologique de Météo-France la plus proche, sur la commune de Pré-Saint-Évroult à 9 km à vol d'oiseau, est de 11,3 °C et le cumul annuel moyen de précipitations est de 592,2 mm,. Pour l'avenir, les paramètres climatiques de la commune estimés pour 2050 selon différents scénarios d'émission de gaz à effet de serre sont consultables sur un site dédié publié par Météo-France en novembre 2022.

## Urbanisme

### Typologie
Au 1er janvier 2024, Alluyes est catégorisée commune rurale à habitat dispersé, selon la nouvelle grille communale de densité à 7 niveaux définie par l'Insee en 2022.
Elle est située hors unité urbaine. Par ailleurs la commune fait partie de l'aire d'attraction de Chartres, dont elle est une commune de la couronne,. Cette aire, qui regroupe 117 communes, est catégorisée dans les aires de 50 000 à moins de 200 000 habitants,.

### Occupation des sols
L'occupation des sols de la commune, telle qu'elle ressort de la base de données européenne d’occupation biophysique des sols Corine Land Cover (CLC), est marquée par l'importance des territoires agricoles (91,1 % en 2018), en diminution par rapport à 1990 (92,3 %). La répartition détaillée en 2018 est la suivante : 
terres arables (84,8 %), zones agricoles hétérogènes (3,2 %), prairies (3,1 %), forêts (2,5 %), zones urbanisées (2,4 %), eaux continentales (1,5 %), espaces verts artificialisés, non agricoles (1,4 %), mines, décharges et chantiers (1,1 %). L'évolution de l’occupation des sols de la commune et de ses infrastructures peut être observée sur les différentes représentations cartographiques du territoire : la carte de Cassini (XVIIIe siècle), la carte d'état-major (1820-1866) et les cartes ou photos aériennes de l'IGN pour la période actuelle (1950 à aujourd'hui).

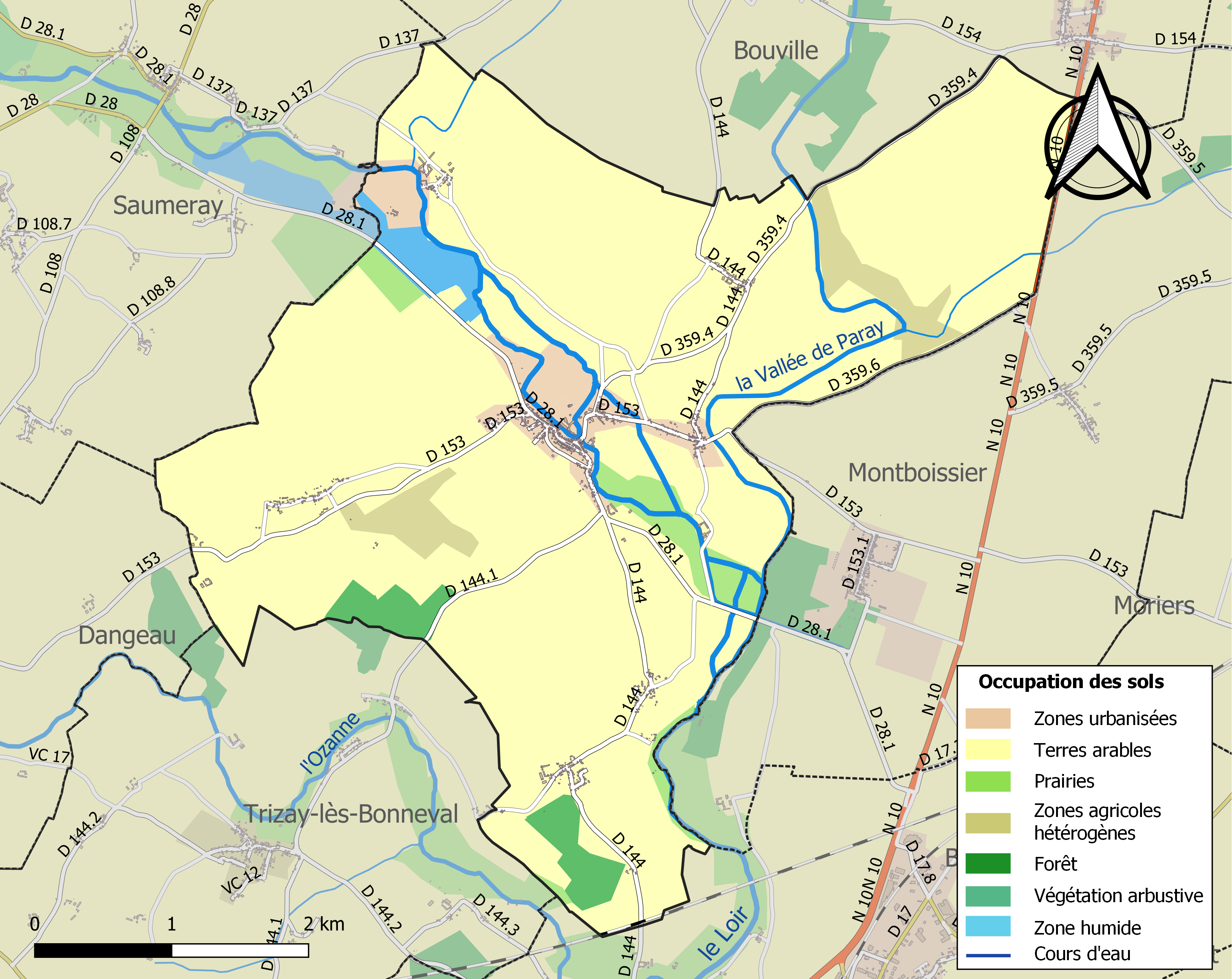
Carte des infrastructures et de l'occupation des sols de la commune en 2018 (CLC).

### Risques majeurs
Le territoire de la commune d'Alluyes est vulnérable à différents aléas naturels : météorologiques (tempête, orage, neige, grand froid, canicule ou sécheresse), inondations, mouvements de terrains et séisme (sismicité très faible). Il est également exposé à un risque technologique, le transport de matières dangereuses. Un site publié par le BRGM permet d'évaluer simplement et rapidement les risques d'un bien localisé soit par son adresse soit par le numéro de sa parcelle.

#### Risques naturels
Certaines parties du territoire communal sont susceptibles d’être affectées par le risque d’inondation par débordement de cours d'eau et par une crue à  débordement lent de cours d'eau, notamment le Loir et la Vallée de Paray. La commune a été reconnue en état de catastrophe naturelle au titre des dommages causés par les inondations et coulées de boue survenues en 1995 et 1999,.

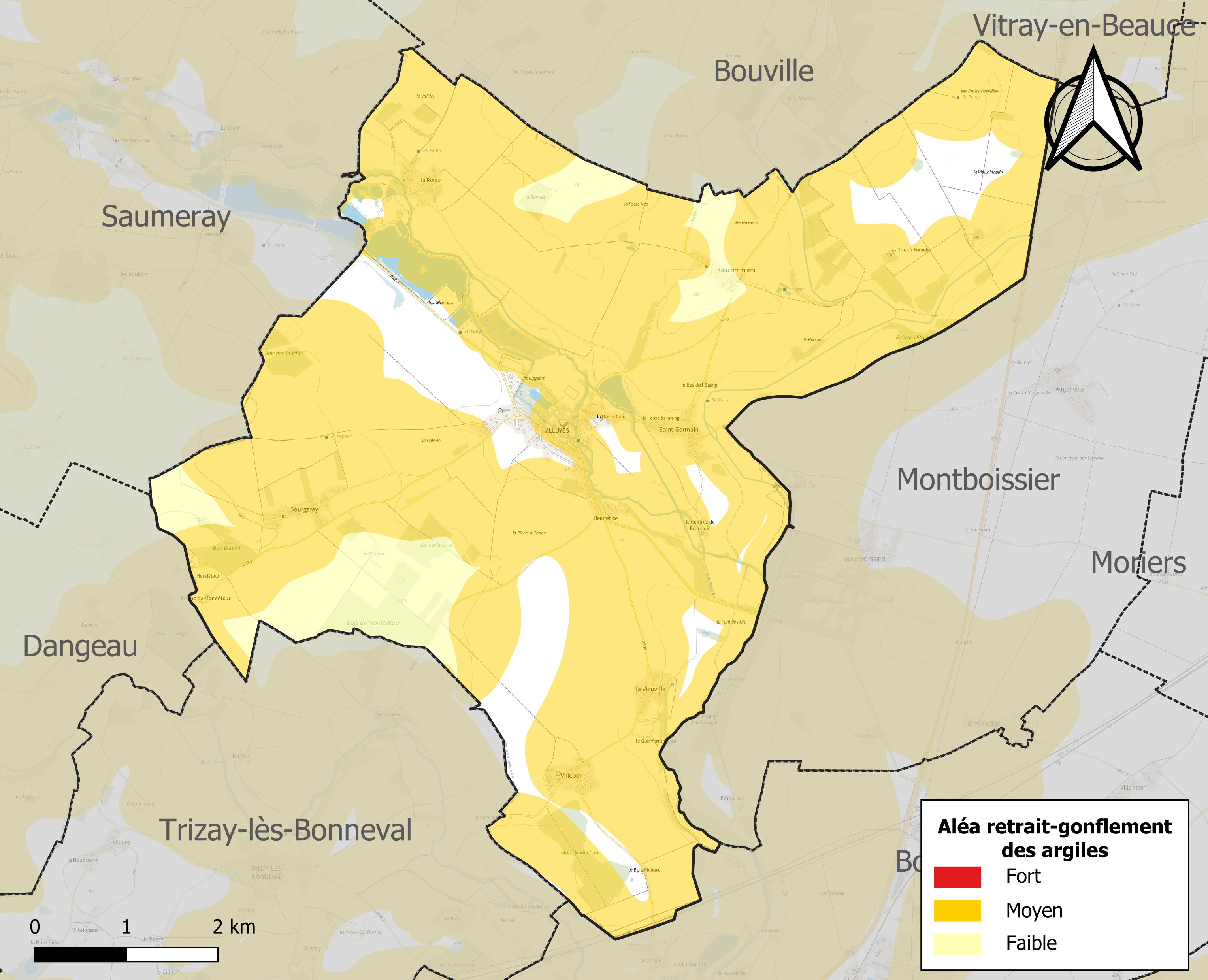
Carte des zones d'aléa retrait-gonflement des sols argileux d'Alluyes.

Les mouvements de terrains susceptibles de se produire sur la commune sont des affaissements et effondrements liés aux cavités souterraines. L'inventaire national des cavités souterraines permet de localiser celles situées sur la commune.
Le retrait-gonflement des sols argileux est susceptible d'engendrer des dommages importants aux bâtiments en cas d’alternance de périodes de sécheresse et de pluie. 80,3 % de la superficie communale est en aléa moyen ou fort (52,8 % au niveau départemental et 48,5 % au niveau national). Sur les 376 bâtiments dénombrés sur la commune en 2019, 307 sont en aléa moyen ou fort, soit 82 %, à comparer aux 70 % au niveau départemental et 54 % au niveau national. Une cartographie de l'exposition du territoire national au retrait gonflement des sols argileux est disponible sur le site du BRGM,.
Concernant les mouvements de terrains, la commune a été reconnue en état de catastrophe naturelle au titre des dommages causés par des mouvements de terrain en 1999.

#### Risques technologiques
Le risque de transport de matières dangereuses sur la commune est lié à sa traversée par des infrastructures routières ou ferroviaires importantes ou la présence d'une canalisation de transport d'hydrocarbures. Un accident se produisant sur de telles infrastructures est en effet susceptible d’avoir des effets graves au bâti ou aux personnes jusqu’à 350 m, selon la nature du matériau transporté. Des dispositions d’urbanisme peuvent être préconisées en conséquence.

## Toponymie
Le nom de la localité est attesté en latin dans l'expression Avallocium (« le pays des pommes (de l'éternelle jeunesse) »), Carnotensis Vicus  dans l'Histoire des Francs écrite par Grégoire de Tours (539-594) où l'auteur nous informe que le village est peuplé de Carnutes, peuple celte, puis sous les formes Villa Alogia en 1008, Aluia en 1070 dans les archives du prieuré de Vieuvicq, Aluye en 1366.
La forme primitive d'Alluye, Avalloc en gaulois, se retrouve toujours en breton avec une forme proche, Avaleg qui désigne une pommeraie, de Aval (pomme) avec les suffixe -eg qui désigne un « lieu planté de pommiers ».

## Histoire
Des vestiges de monuments préhistoriques attestent de la présence très ancienne des hommes sur le territoire de la commune. Notamment des peulvans et un dolmen à la Garenne des Clopiers. On peut voir également le dolmen dit Palais de Gargantua, près du Loir et le menhir de la Trinité. Quelques polissoirs néolithiques y ont également été trouvés.
Chilpéric se retire à Alluyes, et ici, en 574, la bataille entre lui et son frère Sigebert est évitée.
Le premier seigneur d'Alluyes dont on a la trace en 978 est suivi par Guillaume 1er Göet.
C'est le comte de Nevers, Hervé IV de Donzy fils d'Hervé III et de Mathilde Gouët, qui organisa la mise en eau des fossés du château au XIIIe siècle, avec le détournement du Loir. Le château fort a été occupé par les Anglais au XIVe siècle et au début du XVe siècle.
Henri IV fit d'Alluyes un marquisat qui appartenait à Georges Babou de La Bourdaisière et à sa sœur Isabeau, deux des enfants de Jean II Babou, aussi oncle et tante maternels de Gabrielle d'Estrées par leur sœur Françoise Babou.
En 1793, le nom de la commune était Alluye.
En 1828, Alluyes absorbe une partie de la commune de Saint-Germain-les-Alluyes, qu'elle se partage avec Montboissier. Le bourg de Saint-Germain-les-Alluyes se trouve cependant sur le territoire communal d'Alluyes.
En 1838, Alluye, capitale d'une des baronnies du Perche-Gouët, était défendu par son château fort dont il ne reste qu'une tour.

## Politique et administration

### Liste des maires
| Période                                  | Période      | Identité         | Étiquette | Qualité                                                                         |
| ---------------------------------------- | ------------ | ---------------- | --------- | ------------------------------------------------------------------------------- |
|                                          |              | Gaëtan Lamirault | Radical   | Agriculteur Conseiller général du canton de Bonneval (1945-1951) et (1961-1982) |
| mars 1983                                | mars 1995    | Raymond Bouhours | PCF       |                                                                                 |
| mars 1995                                | mars 2001    | Armel Malaboeuf  |           |                                                                                 |
| mars 2001                                | juillet 2020 | Bernard Mercuzot | UDI       | Retraité                                                                        |
| juillet 2020                             | En cours     | Jean-Marc Petit  |           |                                                                                 |
| Les données manquantes sont à compléter. |              |                  |           |                                                                                 |

### Jumelages
Alluyes est jumelée avec Neuweiler, commune allemande du Bade-Wurtemberg.
| Ville | Ville     | Pays | Pays      |
| ----- | --------- | ---- | --------- |
|       | Neuweiler |      | Allemagne |

## Population et société

### Démographie
L'évolution du nombre d'habitants est connue à travers les recensements de la population effectués dans la commune depuis 1793. Pour les communes de moins de 10 000 habitants, une enquête de recensement portant sur toute la population est réalisée tous les cinq ans, les populations de référence des années intermédiaires étant quant à elles estimées par interpolation ou extrapolation. Pour la commune, le premier recensement exhaustif entrant dans le cadre du nouveau dispositif a été réalisé en 2006.

En 2022, la commune comptait 758 habitants, en évolution de −0,79 % par rapport à 2016 (Eure-et-Loir : −0,23 %, France hors Mayotte : +2,11 %).
| 1793 | 1800 | 1806 | 1821 | 1831 | 1836 | 1841 | 1846 | 1851 |
| ---- | ---- | ---- | ---- | ---- | ---- | ---- | ---- | ---- |
| 599  | 638  | 664  | 547  | 783  | 819  | 775  | 851  | 866  |

| 1856 | 1861 | 1866 | 1872 | 1876 | 1881 | 1886 | 1891 | 1896 |
| ---- | ---- | ---- | ---- | ---- | ---- | ---- | ---- | ---- |
| 869  | 859  | 799  | 778  | 773  | 774  | 772  | 765  | 789  |

| 1901 | 1906 | 1911 | 1921 | 1926 | 1931 | 1936 | 1946 | 1954 |
| ---- | ---- | ---- | ---- | ---- | ---- | ---- | ---- | ---- |
| 774  | 734  | 746  | 760  | 772  | 741  | 704  | 623  | 677  |

| 1962 | 1968 | 1975 | 1982 | 1990 | 1999 | 2006 | 2011 | 2016 |
| ---- | ---- | ---- | ---- | ---- | ---- | ---- | ---- | ---- |
| 703  | 720  | 692  | 548  | 577  | 619  | 677  | 756  | 764  |

| 2021 | 2022 | - | - | - | - | - | - | - |
| ---- | ---- | - | - | - | - | - | - | - |
| 754  | 758  | - | - | - | - | - | - | - |

## Culture locale et patrimoine

### Lieux et monuments

#### L'église Notre-Dame
Classé MH (1994).
L'église paroissiale, du XIIe siècle[réf. nécessaire] offre un Dit des trois morts et des trois vifs, représentation murale montrant trois jeunes gentilshommes interpelés dans un cimetière par trois morts, qui leur rappellent la brièveté de la vie et l'importance du salut de leur âme. Elle a bénéficié du mécénat de Florimond Robertet, trésorier de France, au XVIe siècle. La flèche d'ardoise a été refaite au XIXe siècle.

L'église Notre-Dame
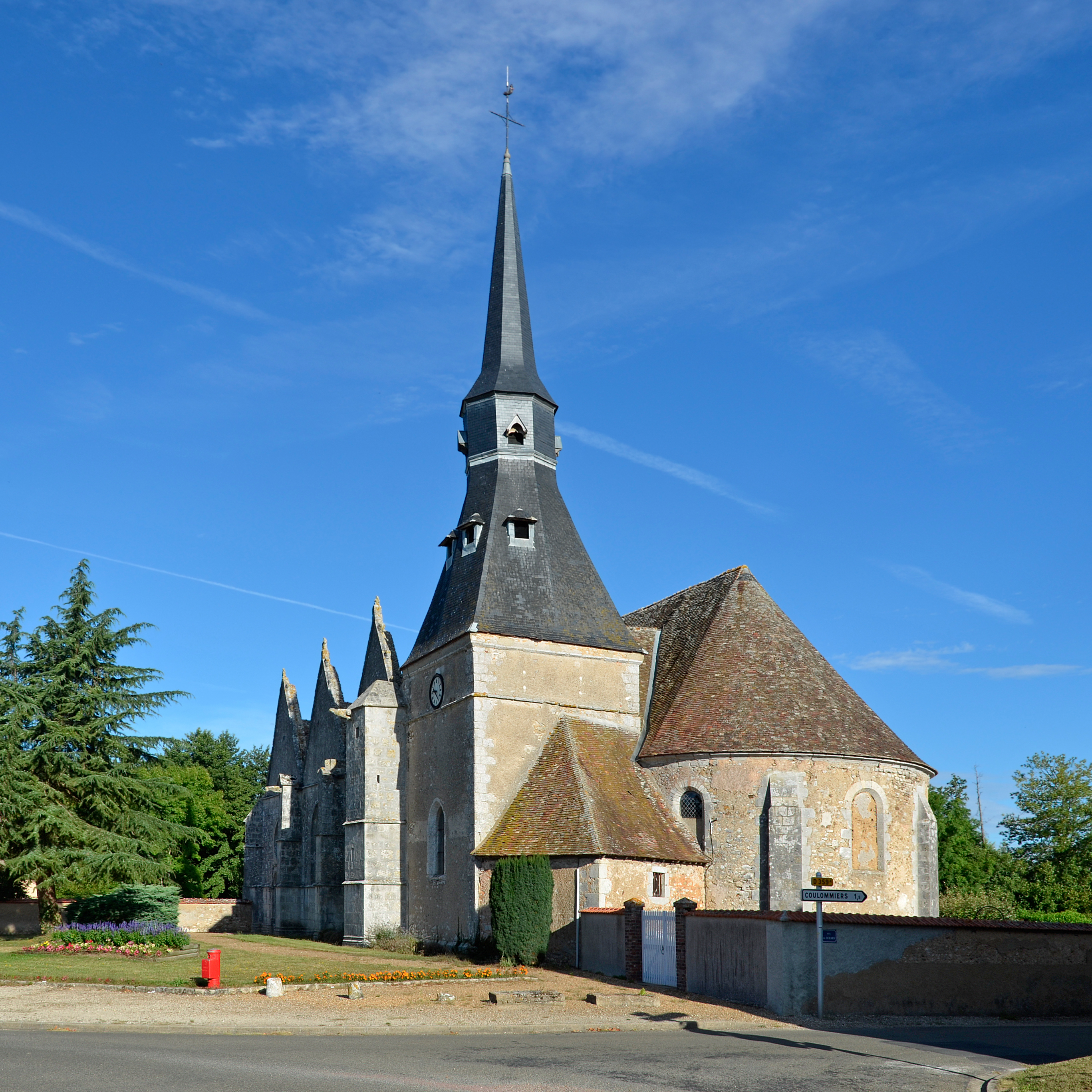
L'église Notre-Dame.
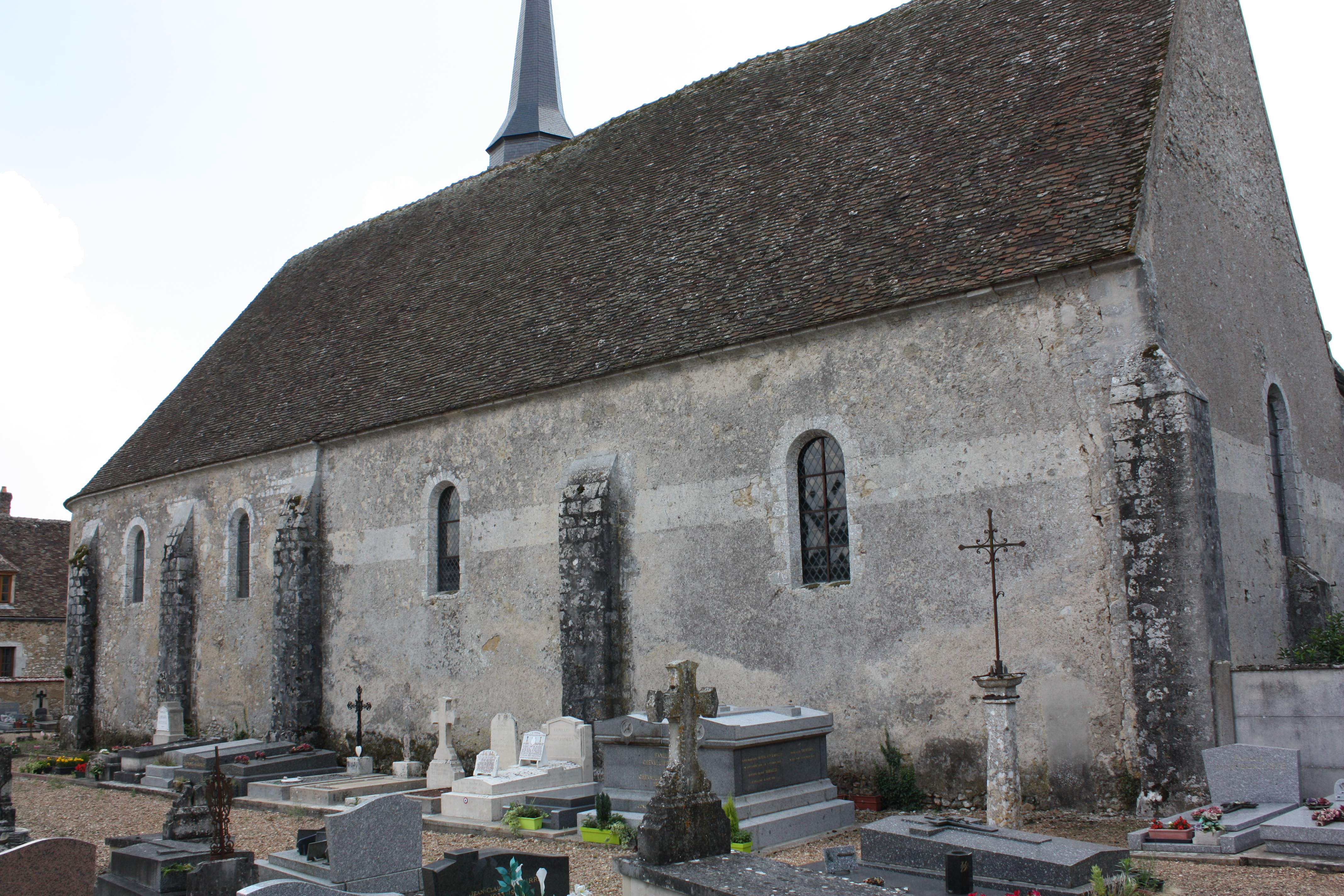
L'église, mur nord.

#### Le château
Inscrit MH (1925),  Classé MH (1980).
Le château, qui date du XIIe siècle, conserve une superbe tour maîtresse du XIIe siècle, qui appartient à une fondation, une porterie de la même époque, et une chapelle décorée de peintures gothiques qui est la chapelle Saint-Nicolas. D'autres parties ont été ajoutées aux XVe et XVIe siècles.
Vers 1268, le château est la propriété de Charles de France, roi de Sicile. Après une possession par les comtes de Bar, il revient à Louis de Luxembourg puis à Charles V d'Anjou. En 1463, Louis XI a fait un séjour dans ce château. En 1481, il revient à Jacques d'Armagnac, duc de Nemours et de Luxembourg, puis à Florimond Robertet, secrétaire du roi et des finances de Charles VIII, Louis XII et François Ier.
À partir de 1591, Henri IV rendait visite à sa maîtresse Gabrielle d'Estrées dans ce lieu.

Le château d'Alluyes
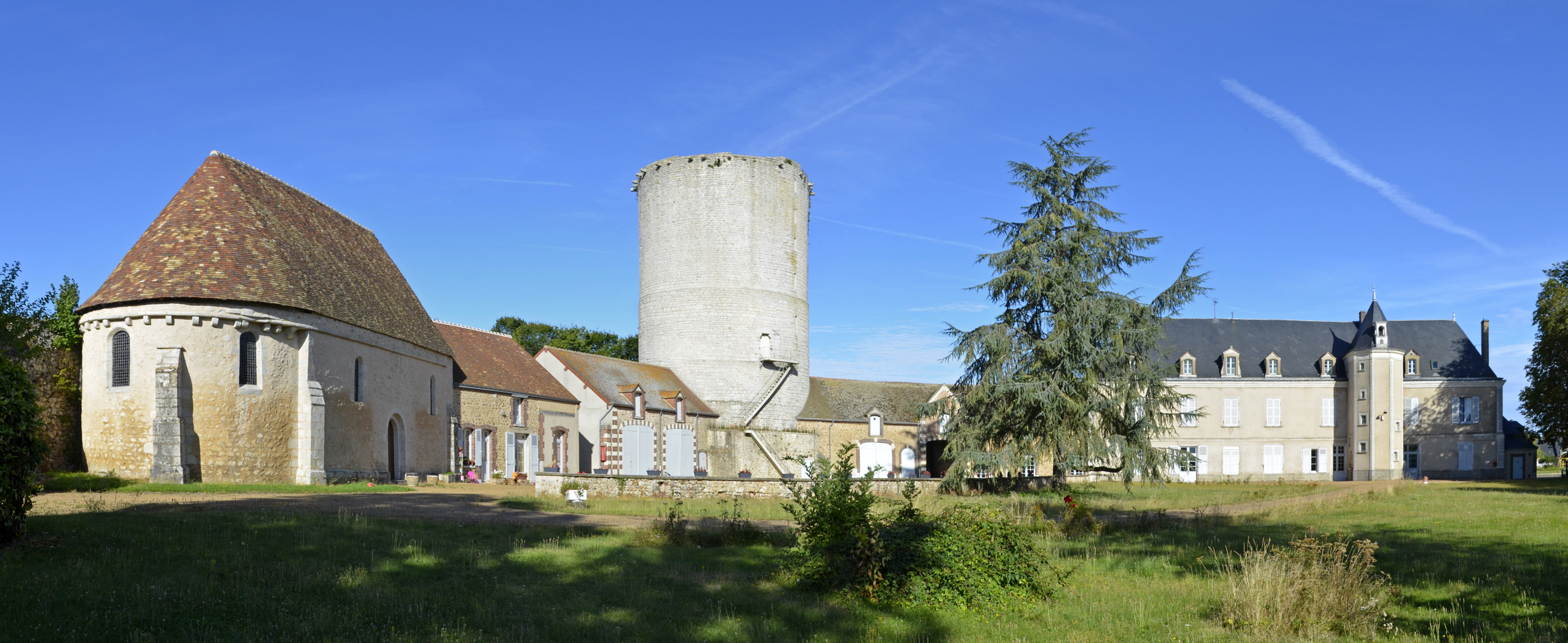
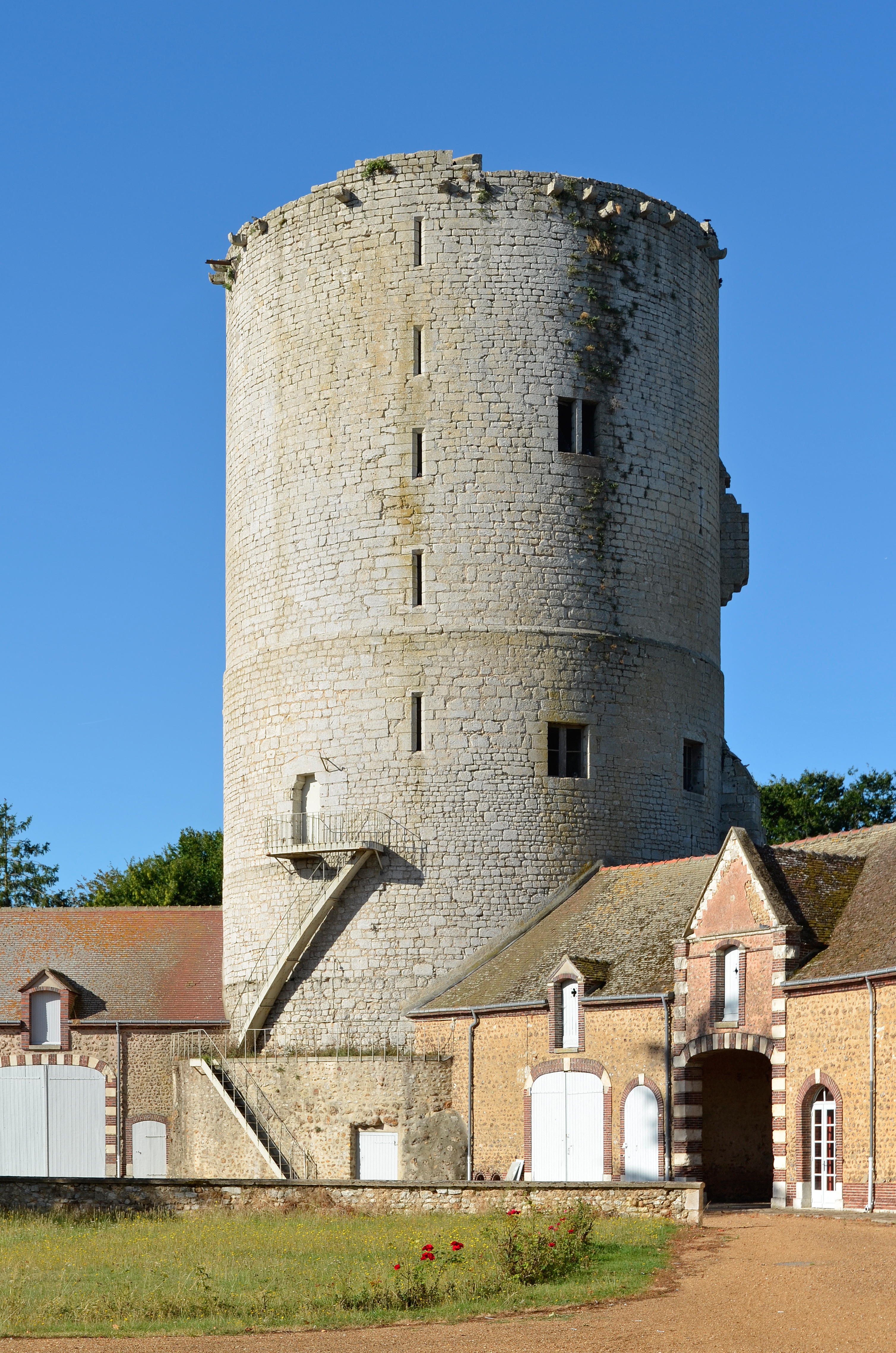
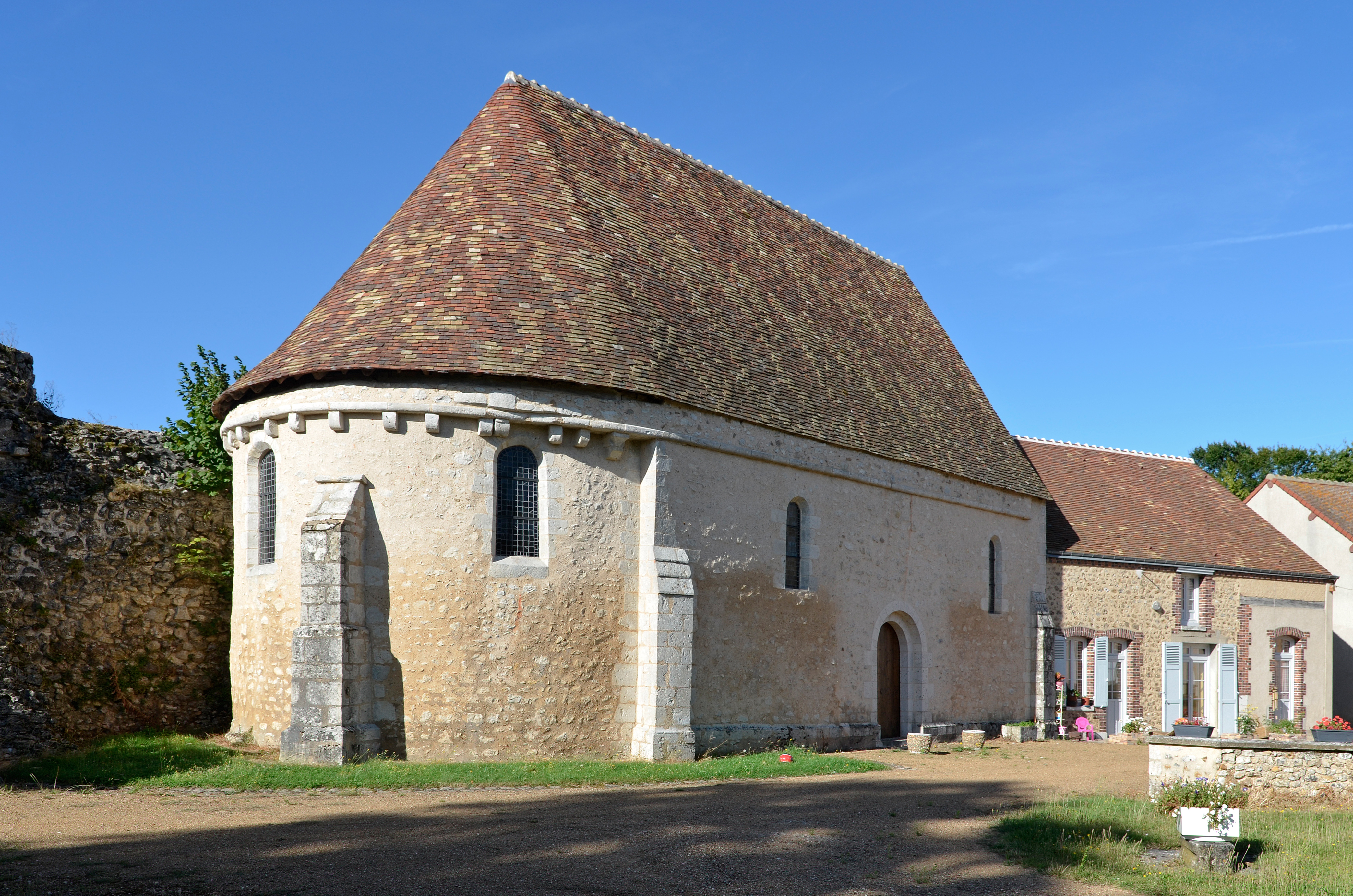
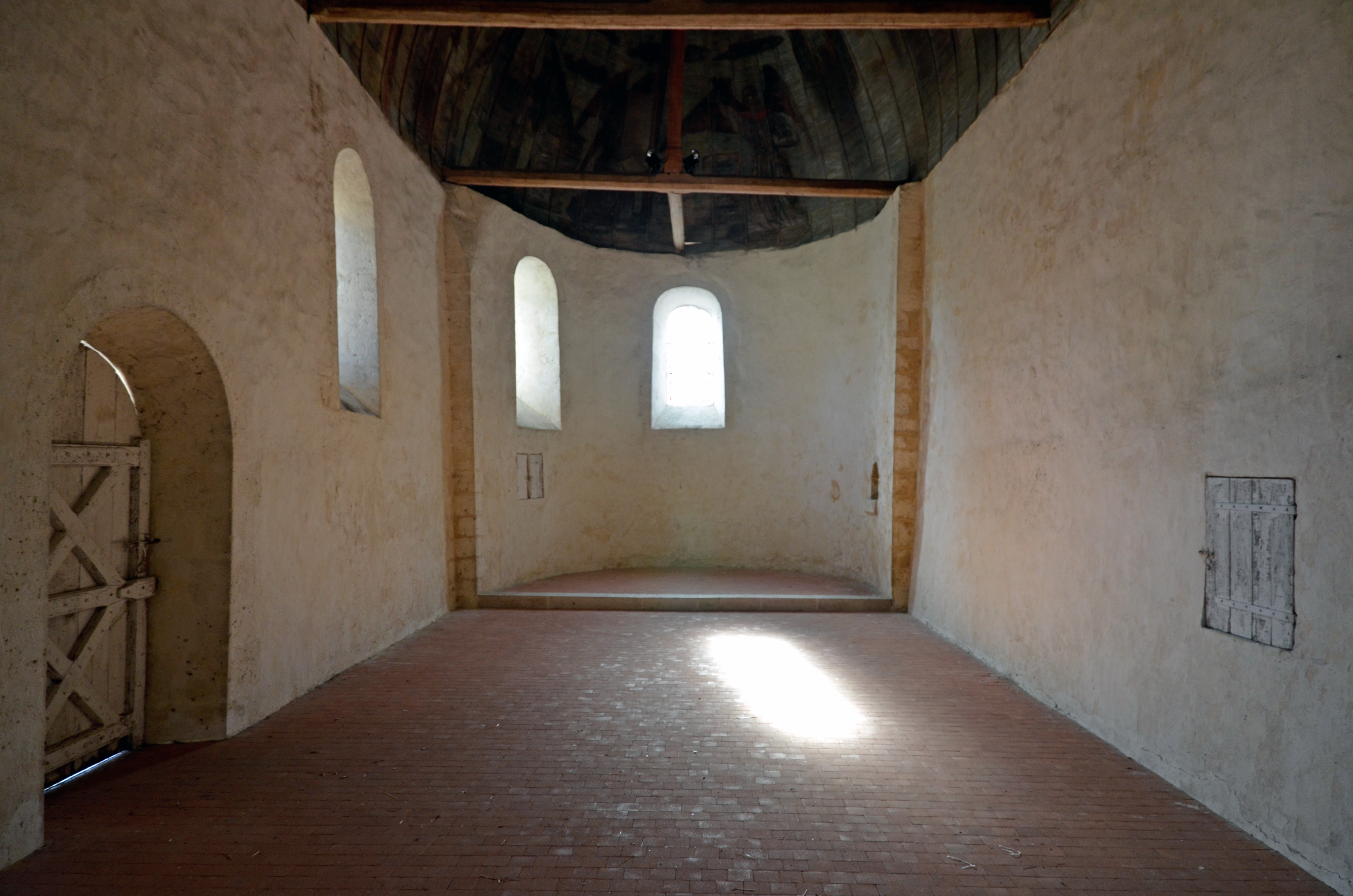
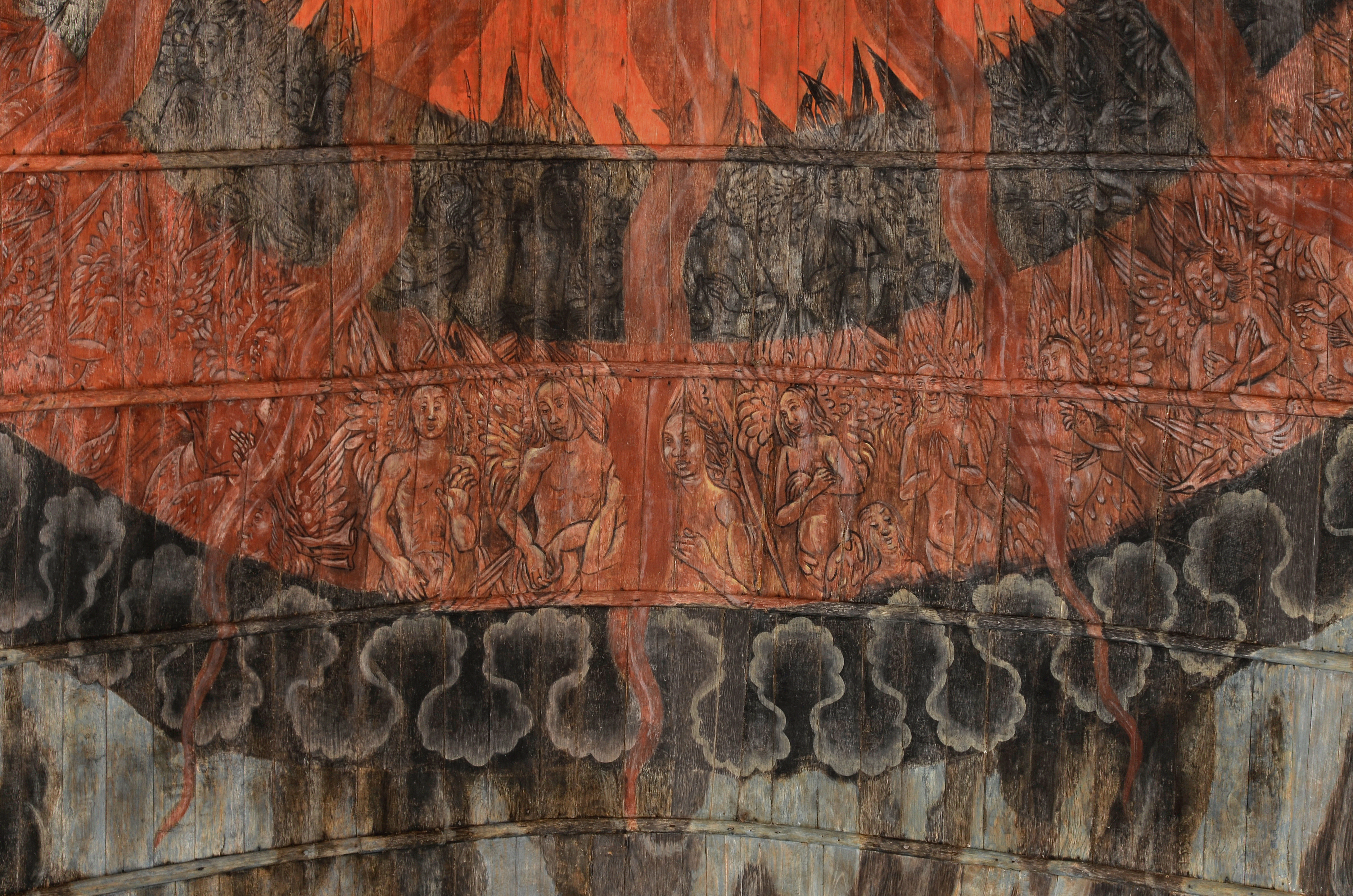
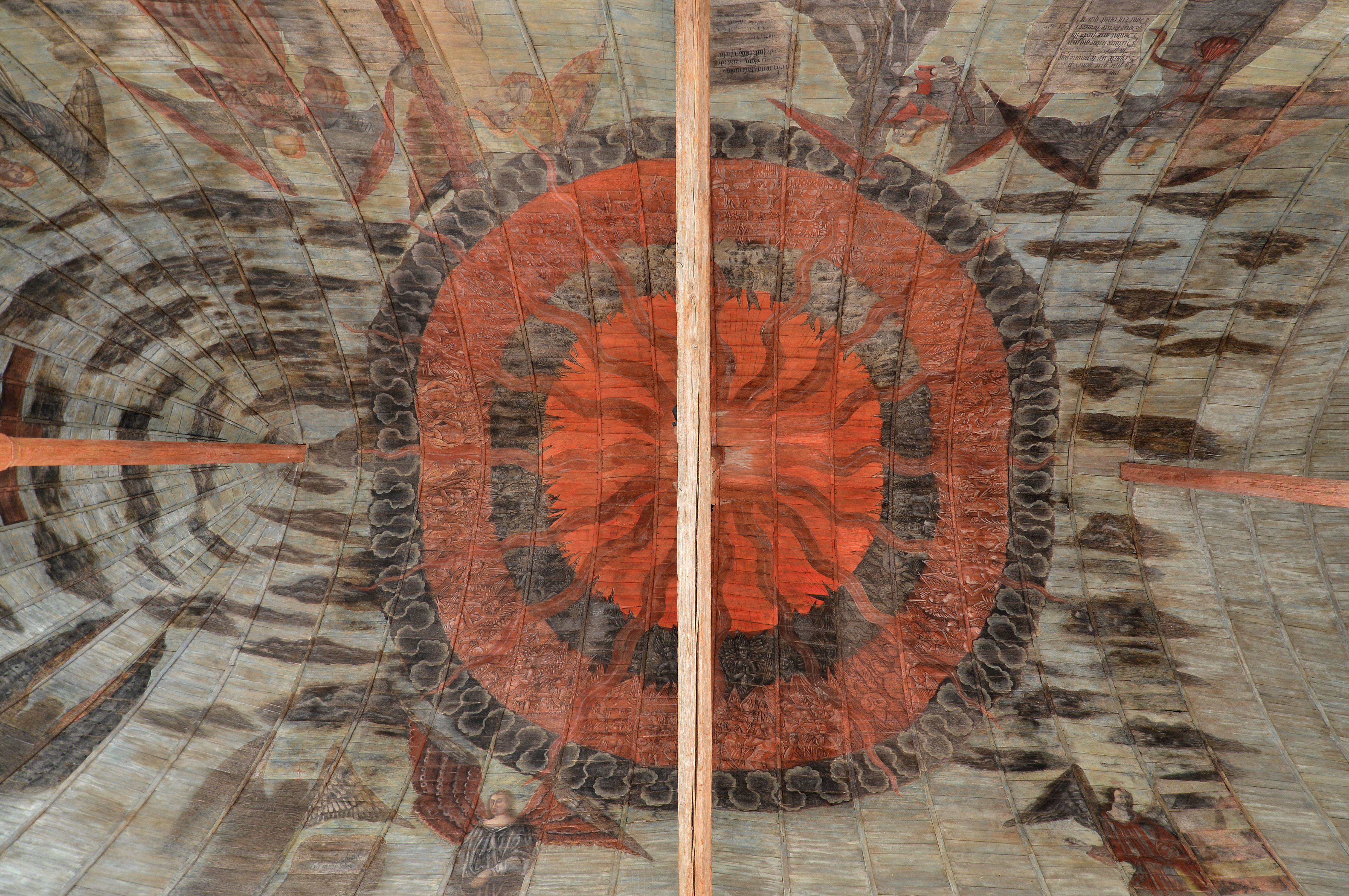
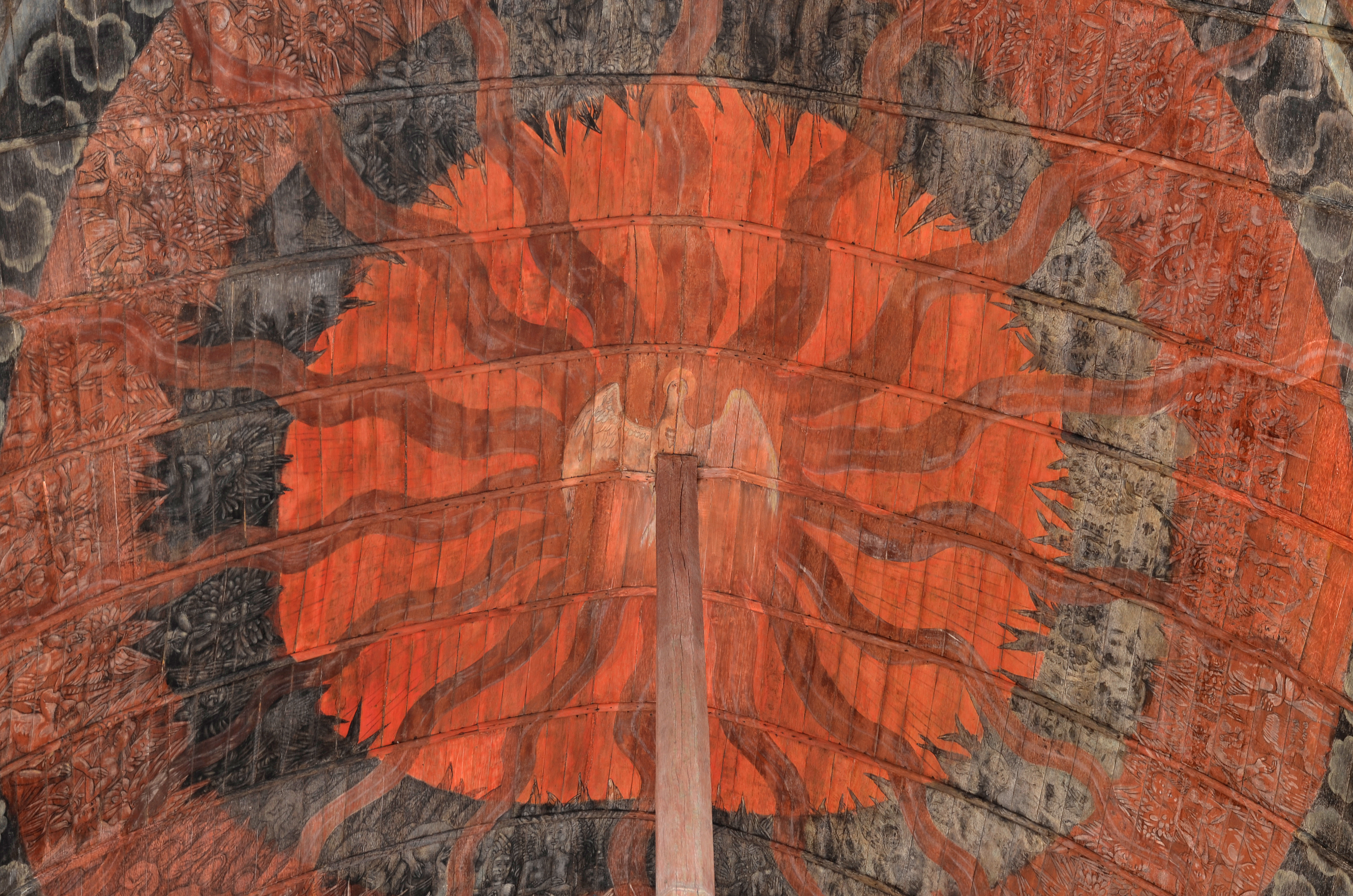

### Personnalités liées à la commune
- C'est dans la campagne autour des villages d'Alluyes et de Dangeau qu'Yves Robert tourne en 1967 le film Alexandre le Bienheureux[35] ;
- Jean-Pierre Coffe (1938-2016) possédait une maison dans le village, juste à côté de l'église. C'est dans le jardin de cette propriété qu'il tournait ses rubriques pour Vivement dimanche, diffusées sur France 2.